# Gare centrale de Tcheliabinsk
La gare centrale de Tcheliabinsk (en russe : Челябинск-Главный, Tcheliabinsk-Glavni, gare principale de Tcheliabinsk) est la gare principale de Tcheliabinsk, dont l'activité est à la fois destinée au transport de voyageurs et au fret. La gare est distante de Moscou de 2 101 km via Samara, ou 1 984 km via Oufa.

## Histoire

### L'arrivée du rail
L'histoire de la gare ne saurait être déconnectée de la conquête de l'Est par le rail, destiné à la mise en exploitation des richesse naturelles de l'Oural, mais plus globalement, de la  Sibérie. De fait, la gare est construite lorsque le rail dessert Tcheliabinsk. Le premier train arrive en ville en 1892. Un modeste bâtiment en bois faisait alors office de gare dès le mois d'octobre, rapidement transformé par l'emploi de briques. Exactement trois années plus tard, la ligne Tcheliabinsk – Kourgan – Petropavlovsk – Omsk – Ob est ouverte aux voyageurs. En 1896, Tcheliabinsk est reliée à Iekaterinbourg.
Cette connexion de la ville par le rail est une étape-clé de son histoire, car elle engendre une forte croissance démographique et économique, conférant rapidement à Tcheliabinsk le surnom de « Porte de l'Oural ».

### La gare durant l'époque soviétique

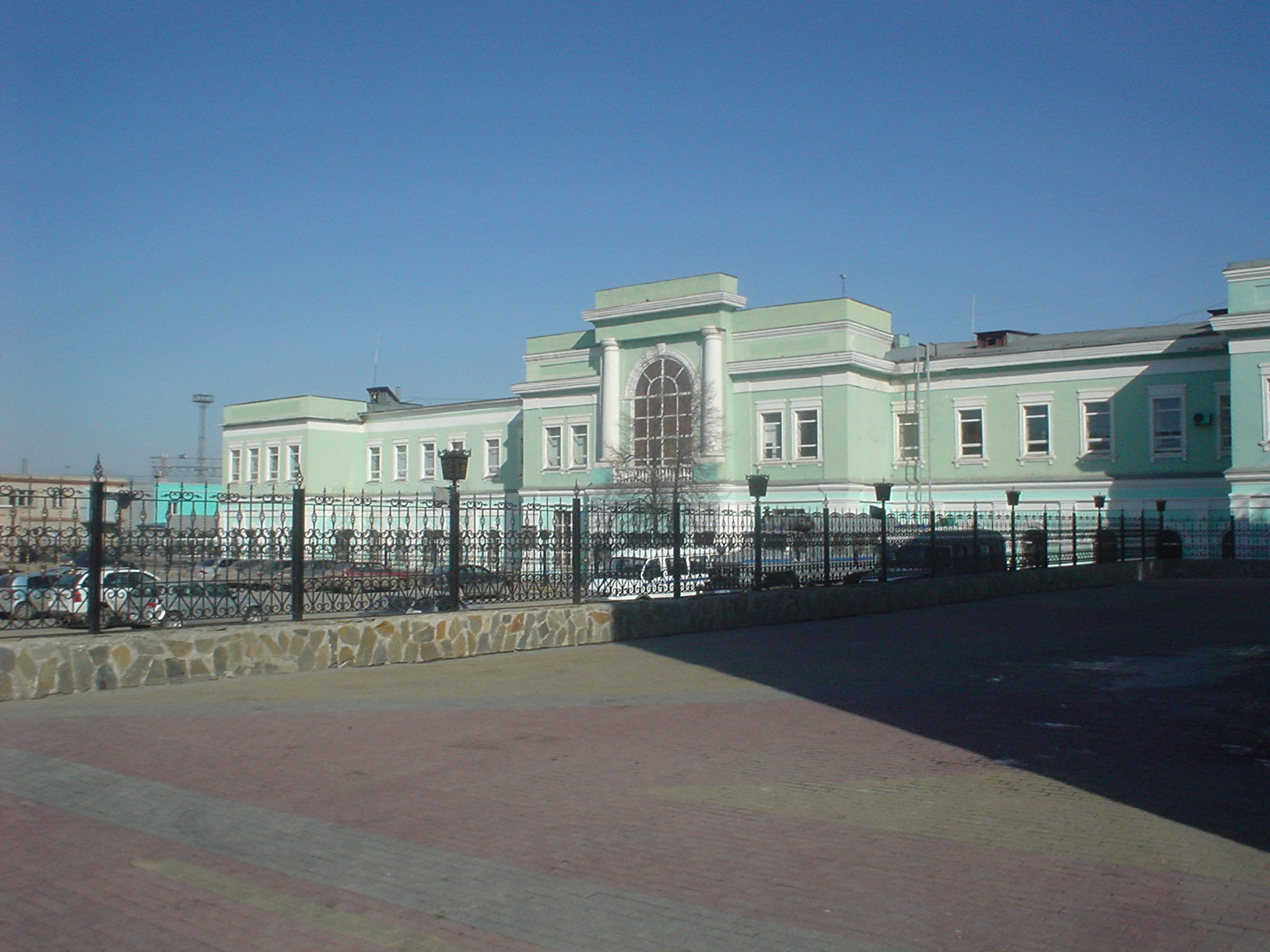
Ancienne gare de Tcheliabinsk.

Les lignes sont électrifiées à Tcheliabinsk en 1945.
Durant les années 1950, la première gare en briques ne répondait plus à la croissance du trafic voyageur, ce qui a poussé les autorités à en construire une nouvelle. On l'inaugure le 5 novembre 1964. Le premier bâtiment est quant à lui reconstruit après de nombreuses décennies de services, à la suite des dégradations dues à son âge.

### Situation actuelle

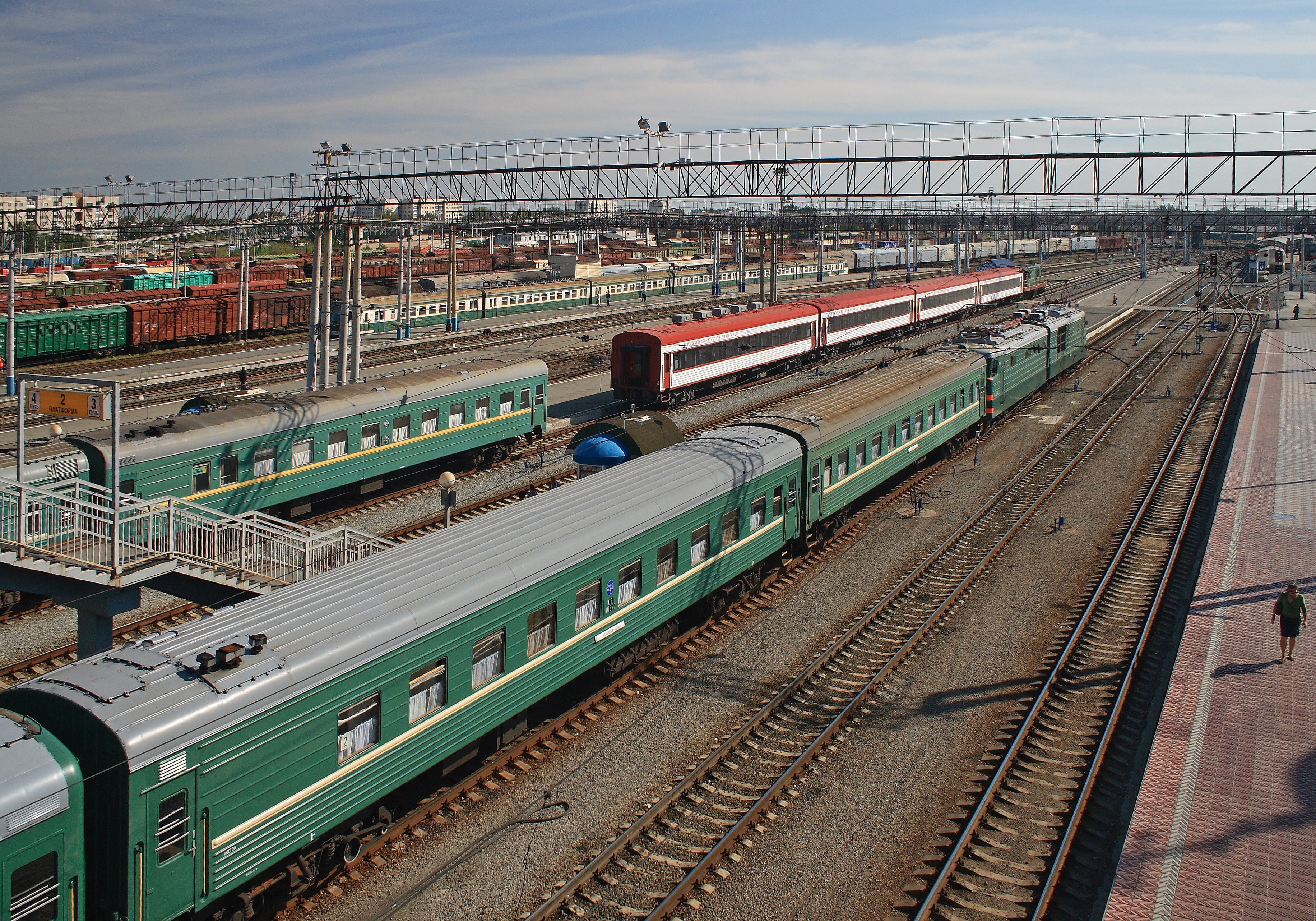
Vue sur les voies en 2008.

La gare centrale est fait l'objet d'importants travaux de rénovation, d'agrandissement et de modernisation, entre 1999 et 2005. Une fois livrée, la nouvelle gare accueille largement plus de 6 000 passagers journaliers, qui bénéficient dorénavant de salles d'attente confortables, voire de salons pour les personnes accompagnant des enfants. Un snack-bar et un passage souterrain font aussi partie des nouveautés.
Le petit bâtiment ayant fait office de gare à l'arrivée du rail à la fin du XIXe siècle accueille des bureaux.
En 2007, une gare de banlieue est ouverte.

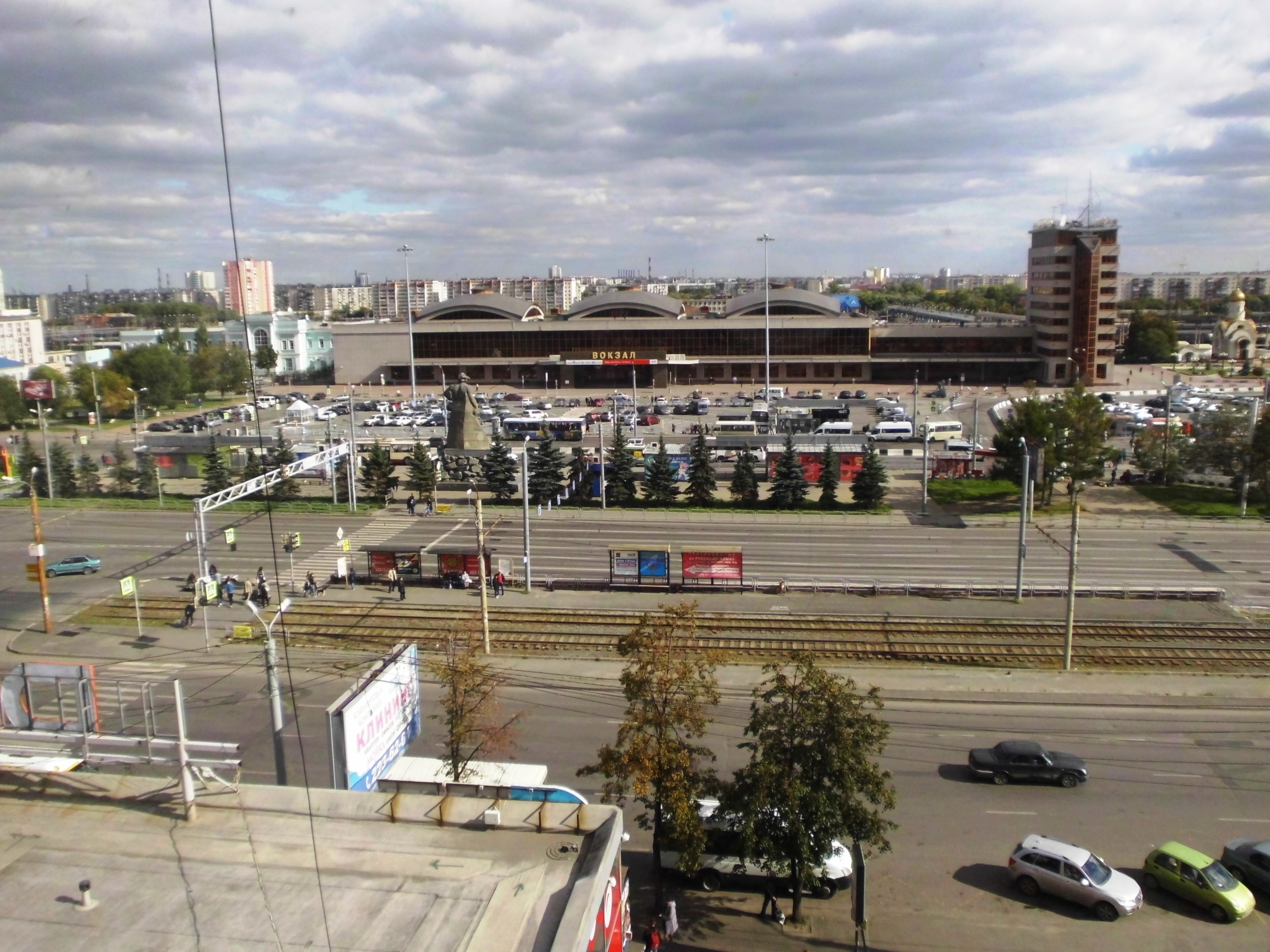
Place devant la gare avec son monument.

## Service des voyageurs

### Dessertes

#### Transport régional
| Type de train | Parcours                        | Aller-retour |
| ------------- | ------------------------------- | ------------ |
| Local         | Argaïach — Tcheliabinsk         | A + R        |
| Local         | Verkhni Oufaleï — Tcheliabinsk  | A + R        |
| Local         | Kamensk-Ouralski — Tcheliabinsk | A + R        |
| Local         | Kaïassan — Tcheliabinsk         | A + R        |
| Express       | Kourgan — Tcheliabinsk          | A + R        |
| Local         | Tcheliabinsk — Iemanjelinsk     | A + R        |
| Local         | Tcheliabinsk — Zlatooust        | A + R        |
| Local         | Tcheliabinsk — Kartaly I        | A + R        |
| Express       | Tcheliabinsk — Kartaly I        | A + R        |
| Local         | Tcheliabinsk — Kissegatch       | A + R        |
| Local         | Tcheliabinsk — Miass I          | A + R        |
| Express       | Tcheliabinsk — Miass I          | A + R        |
| Local         | Tcheliabinsk — Polietaievo I    | A + R        |
| Local         | Tcheliabinsk — Troïtsk          | A + R        |
| Local         | Tcheliabinsk — Ioujnoouralsk    | A + R        |
| Local         | Choumikha — Tcheliabinsk        | A + R        |

#### Transport de longue distance
| № du train | Trajet                           | № du train | Trajet                           |
| ---------- | -------------------------------- | ---------- | -------------------------------- |
| 11         | Tchita — Tcheliabinsk            | 12         | Tcheliabinsk - Tchita            |
| 13         | Tcheliabinsk — Moscou            | 14         | Moscou - Tcheliabinsk            |
| 14         | Moscou — Tcheliabinsk            |            |                                  |
| 39         | Astana — Saint-Pétersbourg       | 40         | Saint-Pétersbourg — Astana       |
| 59         | Novokouznetsk — Kislovodsk       | 60         | Kislovodsk — Novokouznetsk       |
| 71         | Astana — Moscou                  | 72         | Moscou — Astana                  |
| 83         | Karaganda — Moscou               | 84         | Moscou — Karaganda               |
| 97         | Tynda — Kislovodsk               | 98         | Kislovodsk — Tynda               |
| 119        | Tomsk II — Anapa                 | 120        | Anapa — Tomsk II                 |
| 121        | Iekaterinbourg — Orenbourg       | 122        | Orenbourg — Iekaterinbourg       |
| 123        | Novossibirsk — Belgorod          | 124        | Belgorod — Novossibirsk          |
| 127        | Krasnoïarsk — Adler              | 128        | Adler — Krasnoïarsk              |
| 129        | Krasnoïarsk — Anapa              | 130        | Anapa — Krasnoïarsk              |
| 133        | Vladivostok — Penza              | 134        | Penza — Vladivostok              |
| 141        | Iekaterinbourg — Simferopol      | 142        | Simferopol — Iekaterinbourg      |
| 143        | Vladivostok — Penza              | 144        | Penza — Vladivostok              |
| 145        | Saint-Pétersbourg — Tcheliabinsk | 146        | Tcheliabinsk — Saint-Pétersbourg |
| 193        | Tcheliabinsk — Kislovodsk        | 194        | Kislovodsk — Tcheliabinsk        |
| 197        | Irkoutsk — Kislovodsk            | 198        | Kislovodsk — Irkoutsk            |
| 205        | Irkoutsk — Anapa                 | 206        | Anapa — Irkoutsk                 |
| 215        | Novossibirsk — Volgograd         | 216        | Volgograd — Novossibirsk         |
| 229        | Severobaïkalsk — Anapa           | 230        | Anapa — Severobaïkalsk           |
| 235        | Tynda — Anapa                    | 236        | Anapa — Tynda                    |
| 241        | Irkoutsk — Adler                 | 242        | Adler — Irkoutsk                 |
| 243        | Novokouznetsk — Anapa            | 244        | Anapa — Novokouznetsk            |
| 249        | Novokouznetsk — Adler            | 250        | Adler — Novokouznetsk            |
| 251        | Barnaoul — Adler                 | 252        | Adler — Barnaoul                 |
| 253        | Novossibirsk — Simferopol        | 254        | Simferopol — Novossibirsk        |
| 269        | Blagovechtchensk — Adler         | 270        | Adler — Blagovechtchensk         |
| 273        | Severobaïkalsk — Adler           | 274        | Adler - Severobaïkalsk           |
| 279        | Tcheliabinsk — Simferopol        | 280        | Simferopol — Tcheliabinsk        |
| 289        | Iekaterinbourg — Anapa           | 290        | Anapa — Iekaterinbourg           |
| 311        | Nijnevartovsk — Astrakhan        | 312        | Astrakhan — Nijnevartovsk        |
| 313        | Nijnevartovsk — Penza            | 314        | Penza — Nijnevartovsk            |
| 317        | Karaganda — Brest (Biélorussie)  | 318        | Brest (Biélorussie) — Karaganda  |
| 323        | Nijnevartovsk — Oufa             | 324        | Oufa — Nijnevartovsk             |
| 331        | Novy Ourengoï — Oufa             | 332        | Oufa — Novy Ourengoï             |
| 343        | Tcheliabinsk — Adler             | 344        | Adler — Tcheliabinsk             |
| 345        | Nijni Taguil — Adler             | 346        | Adler — Nijni Taguil             |
| 357        | Nijnevartovsk — Samara           | 358        | Samara — Nijnevartovsk           |
| 359        | Nijnevartovsk — Oufa             | 360        | Oufa — Nijnevartovsk             |
| 365        | Tcheliabinsk — Tachkent          | 366        | Tachkent — Tcheliabinsk          |
| 373        | Tioumen — Bakou                  | 374        | Bakou — Tioumen                  |
| 389        | Novy Ourengoï — Tcheliabinsk     | 390        | Tcheliabinsk — Novy Ourengoï     |
| 391        | Tcheliabinsk — Moscou            | 392        | Moscou — Tcheliabinsk            |
| 423        | Кourgan — Anapa                  | 424        | Anapa — Кourgan                  |
| 425        | Tcheliabinsk — Kalingrad         | 426        | Kalingrad — Tcheliabinsk         |
| 455        | Tcheliabinsk — Novorossiisk      | 456        | Novorossiisk                     |
| 457        | Tcheliabinsk — Anapa             | 458        | Anapa — Tcheliabinsk             |
| 477        | Tcheliabinsk — Adler             | 478        | Adler — Tcheliabinsk             |
| 489        | Tcheliabinsk — Odessa            | 490        | Odessa — Tcheliabinsk            |
| 537        | Irkoutsk — Anapa                 | 538        | Anapa — Irkoutsk                 |
| 539        | Novy Ourengoï — Adler            | 540        | Adler — Novy Ourengoï            |
| 563        | Novokouznetsk — Anapa            | 564        | Anapa — Novokouznetsk            |
| 597        | Krasnoïarsk — Adler              | 598        | Adler — Krasnoïarsk              |